# فرانك تيرنر س.
فرانك تيرنر س. هو ممثل كندي، ولد في 2 يونيو 1951 في كندا.

## أعمال

### أفلام
- (1992) غير مغفور[4][5]
- (2005) وحيد في الظلام[6]
- (2019) سونيك القنفذ

## وصلات خارجية
- فرانك تيرنر س. على موقع IMDb (الإنجليزية)
- فرانك تيرنر س. على موقع ألو سيني (الفرنسية)
- فرانك تيرنر س. على موقع أول موفي (الإنجليزية)
- فرانك تيرنر س. على موقع قاعدة بيانات الأفلام السويدية (السويدية)
- فرانك تيرنر س. على موقع قاعدة بيانات الفيلم (الإنجليزية)
- فرانك تيرنر س. على موقع كينوبويسك (الروسية)